# Возвращение в страну Оз (фильм)
«Возвращение в страну Оз» (англ. Return to Oz) — художественный фильм, снятый в 1985 году по мотивам книг Фрэнка Баума и номинированный в 1986 году на премию Американской киноакадемии за лучшие визуальные эффекты. Сценарий фильма основан на двух романах Баума: «Чудесная страна Оз» и «Озма из страны Оз», оба из которых являются продолжением романа «Удивительный волшебник страны Оз».
Фильм является частичным продолжением фильма 1939 года студии MGM «Волшебник страны Оз», однако снят студией Walt Disney Pictures без участия MGM. Разрешение не потребовалось, поскольку к 1985 году все книги о стране Оз, на которых был основан фильм, перешли в общественное достояние. Тем не менее, был выплачен большой гонорар за использование волшебных рубиновых башмачков, остававшихся в то время интеллектуальной собственностью MGM (позднее права на фильм 1939 года и все его элементы перешли к компании Time Warner). Картина снята режиссёром Уолтером Мёрчем.
Премьера состоялась 21 июня 1985 года. Фильм не принёс больших кассовых сборов и получил неоднозначные отзывы критиков.

## Сюжет
Прошло несколько месяцев после событий, описанных в «Волшебнике страны Оз». Дороти Гейл никак не может перестать думать о своих приключениях в Оз и оставленных там друзьях Страшиле, Железном Дровосеке и Трусливом Льве. Однажды ночью Дороти видит в окно, как с неба падает звезда, а на следующее утро, разыскивая яйца курицы Биллины, обнаруживает ключик и считает его присланным из страны Оз вместе с падающей звездой. Тётя Эм обеспокоена бессонницей, которой Дороти страдает с момента возвращения, и решает отвезти её на одну ночь в клинику доктора Уорли. Он обещает её «вылечить» с помощью новейшей методики: электрошока. В ожидании процедуры Дороти сидит в палате, где её навещает таинственная девочка чуть постарше неё. Клиника кажется Дороти жуткой, а поведение санитаров и медсестры Уилсон ещё больше настораживает её. Ночью перед самой процедурой Дороти остаётся одна, и та девочка помогает ей бежать из клиники, говоря, что лечение Уорли опасно, и его пациенты часто сходят с ума. Начинается гроза, они падают в реку, и их уносит течением.
Дороти просыпается и понимает, что находится в стране Оз. Рядом с ней неожиданно оказывается её курица Биллина, которая вдруг обретает речь. Они выбираются из Пустыни Смерти, куда их принесла река, и попадают в близлежащий лес, где Дороти находит домик, в котором ураган принёс её сюда в первый раз. Дорога из жёлтого кирпича оказывается разрушенной. Это пугает Дороти, и она спешит в Изумрудный город. Здесь она видит не менее страшную картину: дома тоже разрушены, все изумруды исчезли, а Железный Дровосек и Трусливый Лев, как и остальные жители, обращены в каменные статуи. Страшила же, оставленный в городе правителем, вообще пропал. Теперь тут обитают только странные Колесуны, люди с колёсами вместо ладоней и ступней. Спасаясь от них, Дороти с Биллиной открывают ключиком дверь в потайную комнату и находят заводного механического человека по имени Тик-Ток. Дороти заводит его механизм, и Тик-Ток рассказывает всё, что ему известно. Выйдя наружу, он после краткого боя хватает одного из Колесунов и заставляет его провести их к Момби, нынешней правительнице города. Момби оказывается колдуньей со сменной головой. У неё уже есть тридцать одна голова, и она хочет сделать из головы Дороти, когда та подрастёт, тридцать вторую. Она запирает девочку и курицу на чердаке, и они знакомятся с пугалом Тыквоголовым Джеком. Он объясняет, что он был сделан некой особой — его «мамой», а Момби впоследствии оживила его с помощью эликсира жизни, который она теперь где-то прячет.
У Дороти возникает идея спасения. Она вместе с Джеком находит обездвиженного Тик-Тока и приводит на чердак, чтобы построить летательное устройство. Пока остальные занимаются этим, Дороти крадёт эликсир жизни у Момби, но воровство раскрывается на месте. Компания в спешке улетает верхом на устройстве, сооружённом из чучела лося по имени Гамп, двух диванов и листьев фикуса. Во время полёта плохо скреплённая конструкция разваливается, и все падают на гору Короля Номов. Он-то и похитил Страшилу и превратил его в украшение для своей коллекции за то, что Страшила якобы присвоил себе принадлежащие Номам изумруды. Дороти начинает плакать от безысходности, и тогда Король, задумав хитрость, предлагает ей всё исправить. Один за другим друзья Дороти и она сама отправляются в зал украшений, чтобы отыскать то, в которое он превратил Страшилу. У каждого есть три попытки, и если все три будут потрачены напрасно, то сам угадывающий станет украшением. Все терпят неудачу, кроме Дороти, которая благодаря подсказке Тик-Тока освобождает Страшилу и остальных. Кроме того, оказывается, что Король в сговоре с Момби и владеет волшебными рубиновыми башмачками, потерянными Дороти во время её прошлого возвращения в Канзас, — именно они позволили ему захватить власть над страной Оз. Когда Дороти расколдовывает друзей, разъярённый Король Номов вероломно нападает на них, но случайно съедает яйцо Биллины, и оно оказывается для него смертельным ядом.
Вернув себе башмачки, Дороти загадывает спастись с разрушающейся горы и восстановить Изумрудный город. Момби и Колесуны также спасаются, при этом Момби лишается волшебства. Ожившие жители празднуют триумф Дороти и просят её стать королевой Оз, но она отказывается. Внезапно в зеркале тронного зала вместо Дороти отражается та самая девочка из клиники, и Дороти помогает ей выбраться оттуда. Девочка рассказывает, что её зовут Озма и что она — полноправная правительница страны Оз, но её свергли и заколдовали Момби и Король Номов. Тыквоголовый Джек узнаёт в ней свою «маму». Биллина решает остаться здесь, не желая жить в прежнем фермерском доме Канзаса. Дороти отдаёт Озме рубиновые башмачки, и принцесса возвращает её домой. Её находят на берегу реки пёсик Тото, дядя Генри и тётя Эм. Тётя рассказывает, что в ту ночь клиника доктора Уорли сгорела дотла от попавшей в неё молнии, а сам он погиб, спасая свою электрическую машину. Тюремный фургон увозит выжившую медсестру Уилсон.
Новый дом семьи Дороти достроен, и в своей новой спальне она видит в зеркале Озму и Биллину, доказывающих, что приключения в стране Оз не были сном. Заходит тётя Эм, ставшая мягче к племяннице, и предлагает ей погулять. Дороти весело бежит на улицу играть с Тото.

## В ролях
| Актёр           | Роль                               |
| --------------- | ---------------------------------- |
| Файруза Балк    | Дороти Гейл                        |
| Никол Уильямсон | доктор Дж. Б. Уорли / Ном Король   |
| Джин Марш       | медсестра Уилсон / принцесса Момби |
| Софи Уорд       | Момби II                           |
| Фиона Виктори   | Момби III                          |
| Пайпер Лори     | тётя Эм                            |

## Новеллизация
В 1985 году Джоан Виндж написала по сценарию фильма одноимённый роман.